# 赤嶺かなえ
赤嶺 かなえ（あかみね かなえ）、1995年5月6日 - ）は日本の女優。
沖縄県うるま市出身

## プロフィール
- 血液型　A型、身長162cm
- 趣味 - 旅行
- 特技 - 琉球舞踊・空手

## 出演

### 映画
- 「ココロ、オドル」[1]（2017年） - 村上泉 役
- 「夢の残像」（2020年）
- 「闘牛女子。」[2]（2021年） - 伊波笑美 役
- 「10ROOMS」[3]（2022年） - 琴子 役

### その他
- 沖縄全島エイサーまつり65周年記念特別動画「エイサーどんどん」[4]（2021年） - 月夜 役